# Sarpang
Sarpang (ou Geylegphug) est l'un des 20 dzongkhags (districts) qui constituent le Bhoutan.
Sarpang est divisé en 14 gewogs :
- Bhur
- Chhuzagang
- Dekiling
- Doban
- Geylegphug
- Hilley
- Jigmechoeling
- Lhamoy Zingkha
- Nichula
- Sarpangtar
- Senghe
- Serzhong
- Taklai
- Umling

## Représentation à l'Assemblée nationale
Le district comporte deux circonscriptions législatives. Les députés actuels sont Harka Sign Tamang et Sonam Tashi, tous deux issus du PDP.
| Code   | Nom         | Electeurs enregistrés |
| ------ | ----------- | --------------------- |
| NA1301 | Gelegphu    | 16 283                |
| NA1302 | Shompangkha | 12 451                |

| Élection  | Circonscription | Circonscription | Circonscription     | Circonscription | Circonscription | Circonscription |
| Élection  | NA1301          | NA1301          | NA1301              | NA1302          | NA1302          | NA1302          |
| Élection  | Parti           | Parti           | Député              | Parti           | Parti           | Député          |
| --------- | --------------- | --------------- | ------------------- | --------------- | --------------- | --------------- |
| 2008      |                 | DPT             | Prem Kumar Gurung   |                 | DPT             | Nandalal Rai    |
| 2013      |                 | PDP             | Gopal Gurung        |                 | PDP             | Rinzin Dorje    |
| 2018      |                 | DNT             | Karma Donnen Wangdi |                 | DNT             | Tek Bahadur Rai |
| 2023-2024 |                 | PDP             | Harka Sign Tamang   |                 | PDP             | Tek Bhadur Rai  |